# 설악도서관
설악도서관은 경기도 가평군 설악면에 있는 군립 도서관이다.

## 연혁
- 2009년 3월 13일 개관.

## 시설현황
- 2층: 문헌정보실, 디지털자료실
- 1층: 어린이자료실, 열람실

## 이용 안내
이용 시간
- 열람실: 매일 07:00 ~ 24:00
- 어린이자료실: 매일 09:00 ~ 18:00
- 디지털자료실: 매일 09:00 ~ 18:00
- 문헌정보실: 평일 09:00~22:00 / 주말, 휴일 09:00~18:00

휴관일
- 1월 1일, 설 연휴, 추석 연휴
- 장서점검 및 시설수리 등 도서관장이 필요하다고 인정할 때